# Classe S (sommergibile Italia 1913)
La classe S è stata una classe di sommergibili della Regia Marina, in precedenza appartenuto alla Royal Navy.

## Progetto, costruzione e caratteristiche
La costruzione di questa classe derivò da un accordo, nato nel 1910, tra i cantieri britannici Scott di Greenock ed il cantiere italiano FIAT del Muggiano, costruttore dei sommergibili di piccola crociera tipo «Laurenti».
Il progetto della classe S derivava da quello di un sommergibile italiano in costruzione nello stesso periodo, l’Argonauta.
Tuttavia i motori di questi sommergibili dimostrarono grossi problemi: i continui guasti obbligarono ad un servizio molto breve e saltuario (l’S 3 non svolse mai missioni di guerra).

## Storia e unità
La classe era composta da tre unità:
- S 1
- S 2
- S 3

Le prime due operarono per breve tempo per la Royal Navy, con l'unico risultato della cattura, nel giugno 1915, del peschereccio tedesco Ost ad opera dell’S 1.
Nel giugno 1915, la Regia Marina, essendo l'Italia entrata nel frattempo in guerra a fianco delle potenze della Triplice intesa, chiese ed ottenne la cessione delle tre unità (l'S 3 si trovava in quel momento alle prove) da parte degli inglesi.
Il trasferimento dal Regno Unito alla base di La Spezia ebbe luogo tra il settembre ed il novembre 1915.
Operarono nell'Adriatico meridionale senza risultati, perseguitati dalle continue avarie; sostituiti infine dalle unità della classe F, furono relegati al ruolo di difesa dei porti o di unità addestrative, venendo radiati nel 1919 e demoliti.